# Olearia lasiophylla
Olearia lasiophylla là một loài thực vật có hoa trong họ Cúc. Loài này được Lander mô tả khoa học đầu tiên năm 1991.